# Wilhelm Rotermund
Wilhelm Rotermund (Stemmen, 25 de novembro de 1843 – São Leopoldo, 5 de abril de 1925) foi um pastor luterano, professor e jornalista teuto-brasileiro.
Formado em Teologia, tendo estudado em Erlangen e Göttingen, foi tutor dos três filhos do nobre alemão von Manteuffel, perto de Hafenpot, onde hoje é Aizpute, na Letônia, lá permaneceu de abril de 1867 a setembro de 1869, aprendendo muito sobre a problemática de manter a cultura alemã e a igreja luterana no exterior.
Por motivo de saúde retorna a Alemanha, onde é nomeado pastor adjunto em Rotenburg e depois em Worpswede. Em 1872 é atacado de tuberculose, tendo se afastado do trabalho e permanecido em repouso até 1873. No outono conhece Friedrich Fabri, presidente do Comitê para os alemães protestantes no Brasil, que o inspira a partir para o Brasil
Terminou, às pressas, seu doutorado em Filosofia na Universidade de Jena, tendo também casado com sua prima, Marie Brabandt, entre as atividades de preparação para a viagem, partindo em 6 de novembro de 1874. Estabeleceu-se em São Leopoldo, onde foi pároco de 1875 a 1917.
Foi um defensor incansável da liberdade de religião e dos interesses da população evangélica de origem alemã do Rio Grande do Sul perante as autoridades e a sociedade em geral. Introduziu em sua comunidade uma espécie de ensino obrigatório em que só podia ser confirmado como membro da comunidade quem tinha freqüentado pelo menos 4 anos da escola comunitária evangélica.
De 1875 a 1878 foi redator do jornal Der Bote de São Leopoldo, tendo, em 1878, adquirido o parque gráfico do jornal (duas máquinas e material de composição). Depois foi fundador e editor do jornal Deutsche Post, que circulou de 1880 a 1928. Em 1880 também publicou o primeiro Calendário para Alemães no Brasil (ou Kalender für die Deutschen in Brasilien), impresso na Alemanha por falta de gráfica adequada no Rio Grande do Sul.
Também foi fundador da firma W. Rotermund em São Leopoldo, existente até hoje, para servir de gráfica para livros de conteúdo germânico. Na gráfica preocupou-se com a produção de livros didáticos para os estudantes descendentes de imigrantes alemães no Brasil, tendo em 1878 editado uma cartilha. Buscando melhorar a pronúncia do português, nas escolas da imigração, publicou em 1879, A orthoepia da Língua Portugueza em exercícios para as escolas alemãs no Brasil.
Foi autor de 16 livros didáticos para as escolas de imigração, cinco deles escritos em português. Além destes editou grande número de manuais escolares de outros autores, pelo menos 38 desses. Na década de 1930, a Editora Rotermund já havia editado e reeditado acima de 50 títulos de manuais escolares, vários com mais de 10 reedições. Em 1931 a editora havia vendido 160 000 exemplares do manual de matemática Praktischen Rechenschule.
Iniciou em 1880 uma escola de 2° grau para os filhos e as filhas das famílias evangélicas.
Em 1886 foi um dos fundadores do Sínodo Rio-Grandense, que reunia diversas comunidades luteranas do Rio Grande do Sul, tendo presidido-o por vários anos, 1886-1894 e 1909-1919.
Em 1887 iniciou a publicação para as comunidades evangélicas do semanário Sonntagsblatt.
Faleceu de câncer em 5 de abril de 1925 (Domingo de Ramos), em sua casa. Seus restos mortais estavam sepultados no Cemitério Municipal de São Leopoldo (RS) até janeiro de 2015, quando foram cremados. Suas cinzas, bem como de sua esposa Marie (nasc. Brabandt), foram colocadas na parede leste junto ao altar da Igreja de Cristo, em São Leopoldo, no dia 15 de novembro de 2015 como forma de homenagear o idealizador daquele templo.